# Václav Pukl
Podplukovník Václav Pukl (26. června 1898 Mysločovice – 19. února 1943 Breslau) byl československý důstojník a odbojář z období druhé světové války popravený nacisty.

## Život

### Před druhou světovou válkou
Václav Pukl se narodil 26. června 1898 v Mysločovicích na zlínsku v rodině učitele Alexandra Pukla a Aloisie rozené Kleislové. Vychodil obecnou školu v Lechoticích, studoval na gymnáziu v Holešově a posléze na Hospodářské škole zemědělské v Přerově. Než studia stihl dokončit, byl v roce 1916 odveden do c. a k. armády. Bojoval na Ruské, následně na Italské frontě. Absolvoval školu důstojníků pěchoty v záloze v Brně. Po skončení první světové války zůstal u Československé armády. Dosáhl funkce  cvičitele na Vojenské akademii v Hranicích a hodnosti štábního kapitána. Hektické období před Mnichovskou dohodou prožil na hranicích u Hraničářského pluku v Hlučíně. Jako velitel roty měl bránit prostor Bohumína na křídle zdejšího těžkého opevnění. Byl členem Sokola.

### Druhá světová válka
Po německé okupaci v březnu 1939 došlo k rozpuštění československé armády a Václav Pukl se stal učitelem na Vyšší lesnické škole v Hranicích. Již v dubnu roku 1939 se zúčastnil ustavující schůzky hranické pobočky Obrany národa pod vedením bývalého velitele hranické vojenské akademie Otakara Zahálky. Stal se velitelem organizace pro město Hranice, po odstěhování se Otakara Zahálky převzal velení nad celou pobočkou. Organizace byla velmi aktivní, distribuovala nelegální tiskoviny, prováděla sabotáže na železnici, získávala a ukrývala zbraně pro budoucí povstání. Za svou činnost byl Václav Pukl 26. února 1940 zatčen gestapem. V roce 1942 byl lidovým soudem odsouzen k trestu smrti a 19. února 1943 v Breslau popraven. Mj. byl ve stejný den a na stejném místě popraven i jeho spolupracovník a hranický podnikatel Hubert Pavézka.

## Rodina
Václav Pukl se v roce 1922 v Nitře oženil s Margitou Hudecovou, manželům se narodily dvě děti. Jeho bratr Jaromír Pukl (1899-1945) byl rovněž protinacistickým odbojářem a to v rámci organizace Petiční výbor Věrni zůstaneme. Zahynul nedlouho před koncem druhé světové války v koncentračním táboře Mauthausen. Vězněny byly i jeho manželka a dcera.

## Posmrtná ocenění
- Václav Pukl byl in memoriam povýšen do hodnosti podplukovníka
- Václav Pukl obdržel in memoriam Československý válečný kříž 1939[2]